# 馬利歐·巴塔利
馬利歐·巴塔利（英語：Mario Batali，1960年9月19日—），出生於美國華盛頓州的西雅圖市，巴黎藍帶廚藝學校畢業，美國廚師、作家、媒體名人。
2012年，馬利歐·巴塔利在香港開設了兩間餐廳，它們分別是位於陸海通大廈的Lupa和Carnevino。